# 히가시타키자와촌
히가시타키자와촌(東滝沢村)은 아키타현 유리군에 설치되었던 촌이다. 현재의 유리혼조시 중부, 고요시강 우안, 유리 고원철도 도리카이 산로쿠선 마가리사와역, 마에고역, 구보타역 주변에 해당한다.

## 역사
- 1889년 4월 1일 - 정촌제 시행에 의해 9촌의 구역으로 성립하였다.
- 1955년 3월 1일 - 니시타키자와촌, 아유가와촌과 합병해 유리촌이 성립해, 히가시타키자와촌은 폐지되었다.

## 교통

### 철도
- 일본국유철도
  - 야지마선 (현:유리코겐 철도 조카이산로쿠선)

### 도로
- 야지마 가도 (현:국도 108호선)